# Política de Pernambuco
A política de Pernambuco é a direção do território pernambucano e a determinação dos poderes que compõem sua estrutura de governo. É governado por três poderes, o executivo, o legislativo e o judiciário, e sua atual constituição foi promulgada em 5 de outubro de 1989; a primeira constituição foi promulgada em 1891 e depois desta houve outras três.
O poder executivo tem como figuras centrais o governador, que é eleito para o cargo por voto direto e possui um mandato de quatro anos com direito a uma reeleição, e o vice-governador, sendo que o último exerce as funções do primeiro quando este fica inabilitado de exercê-las por qualquer motivo; atualmente os cargos são exercidos por Raquel Lyra (PSDB) e Priscila Krause (Cidadania). O poder legislativo é representado pela Assembleia Legislativa de Pernambuco (Alepe), que possui 49 deputados estaduais, eleitos a cada quatro anos, cuja principal função é analisar e votar projetos de lei no âmbito estadual; o atual presidente Alepe é Álvaro Porto. O poder judiciário é representado pelo Tribunal de Justiça de Pernambuco (TJPE) e sua principal função é realizar julgamentos se baseando nas leis estaduais. O tribunal possui 52 desembargadores e é atualmente presidido por Luiz Carlos de Barros Figueiredo.
Os símbolos que representam Pernambuco são a bandeira, o brasão e o hino e eles simbolizam sua história e identidade. A bandeira foi baseada naquela utilizada durante a Revolução Pernambucana de 1817, em que os pernambucanos lutaram pela independência do estado da Coroa Portuguesa. O brasão possui em sua simbologia diversos elementos que podem ser relacionados à história de Pernambuco e o hino é uma exaltação às conquistas e ao passado do povo pernambucano.

## História

### Primeiros anos

Brasão da Capitania de Pernambuco

No início da colonização do Brasil em 1530, o rei de Portugal João III (r. 1521–1557) dividiu o território em capitanias hereditárias. O primeiro donatário da Capitania de Pernambuco foi Duarte Coelho, que tomou posse dela em 1535 e batizou-a de "Nova Lusitânia". Chegou a ser a mais rica do Brasil, devido a produção de cana-de-açúcar, sendo também o estado responsável por mais da metade das exportações brasileiras desse produto. Discorrendo sobre o centro da economia colonial, o padre Fernão Cardim disse que "em Pernambuco se acha mais vaidade que em Lisboa", opulência que parecia decorrer, como sugere Gabriel Soares de Sousa em 1587, do fato de, então, ser a capitania "tão poderosa (...) que há nela mais de cem homens que têm de mil até cinco mil cruzados de renda, e alguns de oito, dez mil cruzados. Desta terra saíram muitos homens ricos para estes reinos que foram a ela muito pobres". Por volta do início do século XVII, a Capitania de Pernambuco era a maior e mais rica área de produção de açúcar do mundo.
Durante as Invasões holandesas no Brasil (1630-1654), a cidade do Recife (Cidade Maurícia) foi a capital das possessões holandesas na América portuguesa, chamadas de Nova Holanda. Quando o conde Maurício de Nassau, administrador dos domínios holandeses, desembarcou na Nova Holanda em 23 de janeiro de 1637, estava com artistas e intelectuais como o pintor Frans Post e o humanista Elias Herckmans, junto de 350 soldados. O governo de Nassau em Pernambuco teve como suas principais ações os investimentos na infraestrutura do Recife, o estabelecimento da aliança política com os senhores de engelho com o aumento da produção açucareira e a redução dos impostos cobrados a eles e o estabelecimento da liberdade religiosa. Após o fim do governo de Maurício em 1644, o clima harmonioso entre holandeses e senhores de engenho deixou de existir, e estes começaram a agir para expulsá-los, o que foi conseguido com a Insurreição Pernambucana de 1654.

### Revoltas ocorridas em Pernambuco
Um dos fatos históricos mais conhecidos de Pernambuco é que este já foi palco de diversas revoltas, entre elas as que mais se destacam são a Guerra dos Mascates (1710–1711), a Revolução Pernambucana (1817), a Confederação do Equador (1824).

#### Guerra dos Mascates
Após a invasão holandesa, muitos comerciantes vindos de Portugal — chamados pejorativamente de "mascates" — estabelecem-se no Recife, trazendo prosperidade à vila. O desenvolvimento desta foi visto com desconfiança pelos olindenses, em grande parte senhores de engenho em dificuldades econômicas. À medida que Recife, na época subordinada a Olinda, cresceu em importância, os mercadores começaram a reivindicar a sua autonomia político-administrativa, procurando libertar-se de Olinda e da autoridade de sua Câmara Municipal.
Em 1709, Recife se tornou oficialmente independente de Olinda, o que deixou os senhores de engenho inconformados. Depois de muitas lutas entre olindenses e recifenses, o governante Félix José de Mendonça ficou responsável por colocar um fim a esse conflito, e assim o fez em 1711, quando estipulou a prisão de todos os latifundiários olindenses envolvidos com a guerra e equiparou as duas cidades politicamente. Em 1714, Recife se torna a capital de Pernambuco.

#### Revolução Pernambucana

Bandeira de Pernambuco durante a Revolução Pernambucana de 1817

A chamada Revolução Pernambucana, também conhecida como "Revolução dos Padres", foi um movimento emancipacionista que eclodiu em 6 de março de 1817. Dentre as suas causas, destacam-se a influência das ideias iluministas propagadas pelas sociedades maçônicas, o absolutismo monárquico português e os enormes gastos da família real e seu séquito recém-chegados ao Brasil — o Governo de Pernambuco era obrigado a enviar para o Rio de Janeiro grandes somas de dinheiro para custear salários, comidas, roupas e festas da corte, o que dificultava o enfrentamento de problemas locais (como a seca ocorrida em 1816), gerando grande descontentamento do povo pernambucano e brasileiro. Além de Pernambuco, a Revolução contou com a participação dos estados da Paraíba e do Rio Grande do Norte, sendo que cada um deles ficou com uma estrela na bandeira da revolução.
Mesmo que tenha durado apenas 74 dias, a Revolução Pernambucana foi o único movimento emancipacionista do período de dominação portuguesa que ultrapassou a fase conspiratória e atingiu o processo revolucionário de tomada do poder. A revolução pernambucana deixou um legado forte na história de Pernambuco, sendo um movimento que marca a identidade do estado, uma das principais provas disto sendo sua atual bandeira.

#### Confederação do Equador
A Confederação do Equador foi um movimento revolucionário, de caráter emancipacionista e republicano, que representou a principal reação contra a tendência absolutista e a política centralizadora do governo de Pedro I (r. 1822–1831), esboçada na Constituição de 1824, a primeira constituição do Brasil. Pernambuco não a aceitou e Manuel de Carvalho Pais de Andrade, presidente da província, proclamou a Confederação do Equador, que unia Pernambuco, Ceará e Rio Grande do Norte. O objetivo central era a criação de um estado soberano separado do império, com soberania e autonomia das províncias confederadas. O movimento contou também com a participação de Cipriano Barata e teve como sua figura mais conhecida Frei Caneca.
O Governo central, no Rio de Janeiro, observava com atenção o desenrolar da revolta e preparava desde o começo a repressão. Para esse intento, se utilizou de uma força militar, organizada e liderada pelo brigadeiro Francisco de Lima e Silva, que chefiava as forças terrestres e o Thomas Cochrane, mercenário inglês que estruturou e comandou a ofensiva naval. Em 1824, os revoltosos foram presos e Frei Caneca foi condenado à forca, mas diante da recusa do carrasco em executar a pena, acaba por ser fuzilado. Muitos outros rebeldes receberam a mesma pena, enquanto outros poucos fugiram.

### História recente
Nos primeiros anos do Brasil República o Recife era ainda uma cidade muito influente: só perdia em importância político-econômica para o Rio de Janeiro. No dia 26 de julho de 1930, o advogado e político João Pessoa, que tinha sido naquele ano candidato a vice-presidente na chapa encabeçada por Getúlio Vargas, foi assassinado por João Duarte Dantas na Confeitaria Glória, na Rua Nova, Centro do Recife. O crime foi um dos estopins da Revolução de 1930.
Em 1966, houve um atentado terrorista cujo alvo era o general e candidato a sucessão da presidência da república, Arthur da Costa e Silva, enquanto desembarcaria no Aeroporto dos Guararapes. Houve mortos e feridos, mas o futuro presidente escapou, chegando ao Recife de carro a partir de João Pessoa. Sendo esta um dos principais centros de atuação do Regime Militar, foi na metrópole pernambucana que se iniciou, em 1983, o movimento "Diretas Já", que se expandiu por todo o país e foi responsável por apressar o fim da ditadura no Brasil.

## Constituição
A atual Constituição de Pernambuco foi promulgada, acrescida posteriormente das alterações resultantes de Emendas Constitucionais, em 5 de outubro de 1989 pela Assembleia Estadual Constituinte. A primeira constituição foi promulgada em 17 de junho de 1891 e depois dela mais três (sem contar a atual) foram promulgadas em 1935, 1947 e 1967.
O presidente da Assembleia constituinte estadual foi João Ferreira Lima Filho e o relator da constituição foi Marcus Antonio Soares da Cunha. Entre outras pessoas notáveis que participaram da elaboração da constituição encontram-se: o ex-governador e ex-ministro da educação Mendonça Filho, o ex-presidente da Câmara dos Deputados Severino Cavalcanti e João Lyra Filho, que é pai do ex-governador João Lyra Neto e avô da atual governadora, Raquel Lyra.
Em 20 de novembro de 2014, em comemoração aos 25 anos da constituição de Pernambuco, a Alepe homenageou com entregas de medalhas os deputados que fizeram parte da Assembleia Constituinte e dois servidores públicos que participaram da elaboração do documento. A comenda da homenagem foi criada por meio da Resolução n.º 1 268, de 8 de outubro de 2014; a comissão responsável por organizar a solenidade foi presidida por André Campos, e contou com a participação de Raquel Lyra e Tony Gel.

## Estrutura governamental

### Executivo

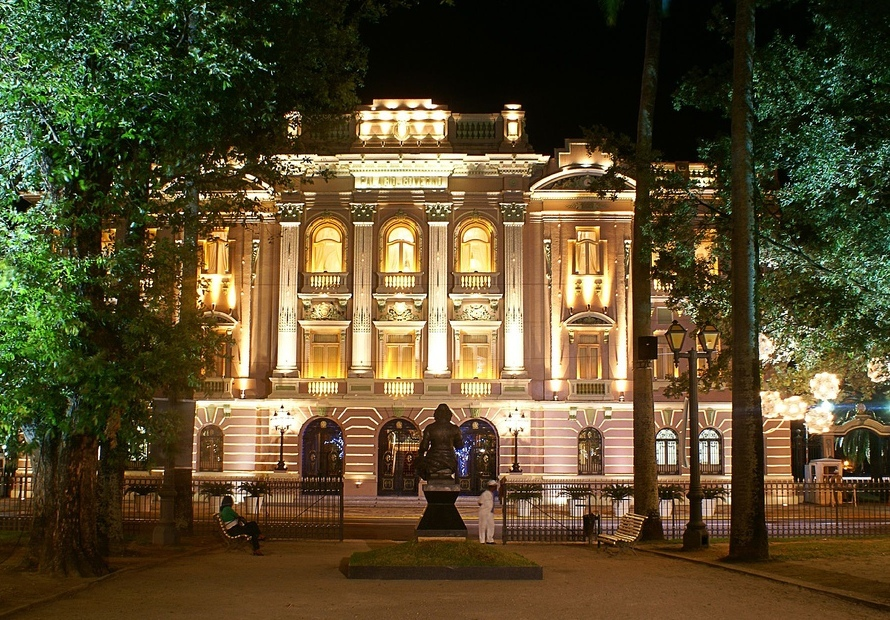
Palácio do Campo das Princesas, sede do poder executivo de Pernambuco

O poder executivo pernambucano tem como sua figura mais importante o governador, que é eleito pela população em sufrágio universal, através do voto direto e secreto, a cada quatro anos, sendo que um governador em exercício pode ser reeleito para mais um mandato.
A sua sede, desde 1841, é o Palácio do Campo das Princesas, localizado em Recife e construído pelo engenheiro Morais Âncora a mando do governador Francisco do Rego Barros, idealizado desde 1786 o palácio possui esse nome devido a uma visita do imperador Pedro II (r. 1831–1889) e a sua família, sendo inicialmente uma homenagem do povo às filhas do imperador e uma expressão da simpatia pela família imperial. Em 1967, durante o governo de Nilo Coelho, e a presidência de Arthur da Costa e Silva, o palácio do campo das princesas foi utilizado como sede do governo federal.
O governador tem como funções administrativas: 
1. sancionar ou vetar projetos de lei;
2. nomear e/ou exonera secretários, dirigentes de autarquias e fundações mantidas pelo estado, conselheiros do Tribunal de Contas, procurador-geral, procurador-geral da justiça, chefe da Polícia Civil, comandante da Polícia Militar, comandante do Corpo de Bombeiros Militar e administrador-geral do Distrito Estadual de Fernando de Noronha (este último sob aprovação da Assembleia Legislativa);[nota 3]
3. decretar e executar a intervenção nos municípios;
4. solicitar intervenção federal;
5. enviar informações sobre prestação de contas, propostas de orçamento e qualquer informação solicitada pelos poderes legislativo ou judiciário;
6. promover a criação de regiões metropolitanas;
7. convocar, extraordinariamente, a Assembleia Legislativa;
8. conferir condecorações e distinções honoríficas.

Existe ainda o vice-governador, que substitui o governador caso este renuncie de sua posição, seja afastado do poder ou precise afastar-se do cargo temporariamente. Atualmente, o cargo é exercido por Luciana Santos. Se os cargos de governador e vice-governador ficarem vagos por algum motivo, os presidentes da Assembleia Legislativa e do Tribunal de Justiça irão assumir-los sucessivamente e uma nova eleição se realizará noventa dias depois, exceto se isso acontecer no último ano de mandato do governador, nesse caso o período restante irá se completar dessa forma sem eleições, se a vacância ocorrer no penúltimo ano, a eleição ocorrerá de forma indireta trinta dias depois. 
| Órgão | Função | Fonte         |
| --- | --- | ------------- |
| Assessoria Especial | Assessorar o governador em qualquer assunto relativo à gestão da administração pública e no relacionamento com oficiais de governos estrangeiros.                                                        | [ 41 ]        |
| Casa militar | Execução de programas e projetos de cooperação nacional e internacional. | [ 42 ]        |
| Gabinete de Projetos Estratégicos | Desenvolver e gerir ações para implementação de projetos em articulação com o governo federal, outros estados e municípios.                                                                              | [ 43 ]        |
| Gabinete do Governador | Apoio direto e imediato ao governador. | [ 44 ]        |
| Procuradoria Geral | Exercer a representação jurídica, judicial e extrajudicial. | [ 45 ]        |
| Secretaria da Casa Civil | Promover a articulação direta do executivo com os demais poderes e com os municípios. | [ 46 ]        |
| Secretaria da Controladoria Geral do Estado                                                                                              | Coordenar o sistema de controle interno da administração pública. | [ 47 ]        |
| Secretaria da Fazenda | Desenvolver e executar a política tributária. | [ 48 ]        |
| Secretaria da Mulher | Desenvolver políticas para as mulheres. | [ 49 ]        |
| Secretaria de Administração | Ações nos sistemas administrativos de gestão de pessoal, patrimonial, de transportes e comunicacional na administração pública estadual.                                                                 | [ 50 ]        |
| Secretaria de Ciência, Tecnologia e Inovação                                                                                             | Formular, fomentar e executar ações objetivando o desenvolvimento científico e tecnológico. | [ 51 ]        |
| Secretaria de Cultura | Ações de política cultural. | [ 52 ]        |
| Secretaria de Defesa Social | Promover a defesa dos direitos do cidadão e da normalidade social. | [ 53 ]        |
| Secretaria de Desenvolvimento Agrário | Desenvolver ações de política agrícola, de acordo com as características e peculiaridades de cada região.                                                                                                | [ 54 ]        |
| Secretaria de Desenvolvimento Econômico                                                                                                  | Planejar, fomentar e executar a política de desenvolvimento econômico nos setores industrial, comercial e de serviços.                                                                                   | [ 55 ]        |
| Secretaria de Desenvolvimento Social, Criança e Juventude e Prevenção às Drogas                                                          | Promover e ampliar o desenvolvimento social com ações junto de outros órgãos públicos e da sociedade. A partir de 2023, passou a ser responsável por ações relacionadas á política de drogas.            | [ 56 ] [ 57 ] |
| Secretaria de Desenvolvimento Urbano e Habitação                                                                                         | Ações de desenvolvimento urbano e execução das políticas de habitação do governo. | [ 58 ]        |
| Secretaria de Educação e Esportes | Políticas de educação e de viabilização da ação cultural. | [ 59 ]        |
| Secretaria de Imprensa (atualmente conhecida como Secretaria de Comunicação)                                                             | Assistir diretamente ao governador no desempenho de suas atribuições no que se refere à questões que envolvem a imprensa ou o uso dos meios de comunicação.                                              | [ 60 ]        |
| Secretaria de Infraestrutura e Recursos Hídricos (atualmente conhecida como Secretaria de Mobilidade e Infraestrutura)                   | Formular e executar as políticas estaduais de recursos hídricos, infraestrutura, saneamento e energia.                                                                                                   | [ 61 ]        |
| Secretaria de Justiça e Direitos Humanos                                                                                                 | Realizar as atividades relacionadas às áreas de justiça, direitos humanos e cidadania, com vistas ao desenvolvimento social e garantia dos direitos de todos os cidadãos, incluindo as minorias sociais. | [ 62 ]        |
| Secretaria de Meio Ambiente e Sustentabilidade                                                                                           | Ações relacionadas à proteção do meio ambiente | [ 63 ]        |
| Secretaria de Planejamento e Gestão | Planejar, desenvolver e acompanhar ações que visem ao desenvolvimento territorial, econômico e social.                                                                                                   | [ 64 ]        |
| Secretaria de Saúde | Desenvolver políticas relacionadas a saúde. | [ 65 ]        |
| Secretaria de Turismo e Lazer | Promover a gestão integrada e articulada com as demais esferas de governo e com o setor privado para políticas de desenvolvimento do turismo.                                                            | [ 66 ]        |
| Secretaria do Trabalho, Emprego e Qualificação (atualmente conhecida como Secretaria de Desenvolvimento Profissional e Empreendedorismo) | Fomentar as atividades de empreendedorismo. | [ 67 ]        |

### Legislativo

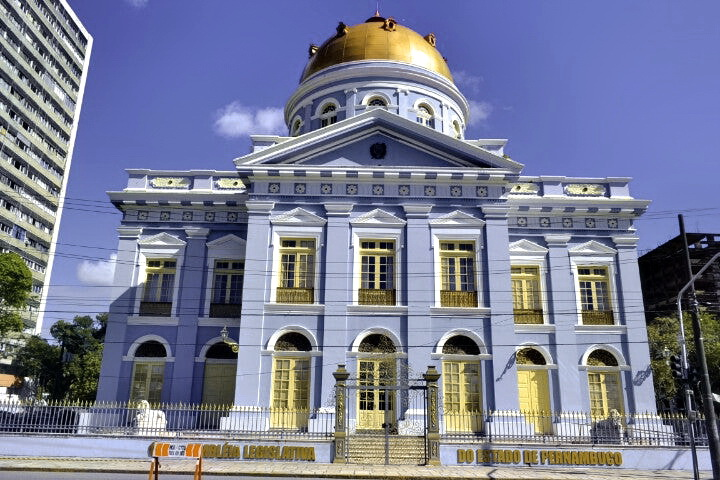
Palácio Joaquim Nabuco, sede do Poder Legislativo de Pernambuco durante 142 anos, agora é um museu que conta a história da Assembleia Legislativa de Pernambuco (Alepe)

O poder legislativo é unicameral e representado pela Assembleia Legislativa de Pernambuco (Alepe) que é constituída por 49 deputados, que são eleitos a cada quatro anos, sendo que a sua sede fica localizada no bairro da Boa Vista. No Congresso Nacional, a representação pernambucana é de três senadores e 25 deputados federais. Os deputados estaduais possuem como principais funções propor, analisar e votar projetos de lei. O deputados também possuem como responsabilidades a fiscalização e/ou investigação do poder executivo e a elaboração das leis orçamentarias anuais.
A Alepe possui uma mesa diretora composta de 7 deputados, 16 comissões permanentes e, em algumas situações, os parlamentares têm o direito de formar comissões especiais, de caráter temporário, para tratar de assuntos específicos ou estabelecer uma comissão parlamentar de inquérito (CPI). O atual presidente da Alepe é Eriberto Medeiros (PSB).
Durante muitos anos, a sede da Alepe foi o Palácio Joaquim Nabuco, cujo nome, desde 1948, é uma homenagem ao homônimo abolicionista e fundador da Academia Brasileira de Letras. A sua construção, que teve sua aprovação pela Lei provincial n.º 963, foi iniciada em 1870, e sua inauguração ocorreu em 1° de março de 1875; o autor do projeto foi o engenheiro José Tibúrcio Pereira de Magalhães e a obra foi realizada pelo arquiteto José Inácio D'Ávila. Depois de funcionar como sede do poder legislativo durante grande parte da sua história, o Palácio Joaquim Nabuco deixou de ter essa função a partir de 1° de agosto de 2017 e passou a ser o Museu Legislativo do Estado, exibindo diversos objetos e documentos que mostram a história desse poder, o palácio agora é aberto a visitações de turistas e estudantes. A atual sede do poder legislativo estadual é o Edifício Governador Miguel Arraes de Alencar, que possui esse nome em homenagem ao ex-governador Miguel Arraes; o plenário da nova sede se chama Plenário Governador Eduardo Campos.

### Tribunal de Contas
O Tribunal de Contas de Pernambuco (TCE-PE) tem como funções primordiais a de auxiliar o poder legislativo no controle externo de toda a administração pública e de fiscalizar a aplicação de todo o dinheiro público pertencente ao estado e municípios. Esta fiscalização ocorre em todos os poderes e nos 184 municípios pernambucanos, incluídas as entidades públicas com administração descentralizada e a administração indireta (autarquias, fundações, empresas públicas e sociedades de economia mista). O Tribunal de Contas foi instalado em 15 de outubro de 1968 pelo então governador Nilo Coelho.
O TCE-PE é um órgão colegiado composto por um tribunal pleno e por duas câmaras deliberativas que possuem três conselheiros cada uma. O tribunal pleno é a instância máxima de deliberação e conta com sete conselheiros, entre eles o presidente do Tribunal de Contas que é eleito para assumir um mandato de dois anos; atualmente o cargo pertence a Marcos Loreto. Entre os seus integrantes, além do presidente, o tribunal pleno também conta com um vice-presidente, um corregedor geral, um ouvidor, o diretor da Escola de Contas Públicas Professor Barreto Guimarães (ECPBG, criada em 1998) e os presidentes das duas câmaras.
No mundo jurídico, existe um debate nacional sobre a questão da autonomia dos tribunais de contas entre os juristas que entendem que o artigo 71 da Constituição Federal de 1988 coloca um Tribunal de Contas como órgão integrante do poder legislativo e os que acreditam que os Tribunais de Contas são órgãos independentes e autônomos que, eventualmente, o auxiliam. No site oficial do TCE-PE, se diz que o órgão é independente.

### Judiciário

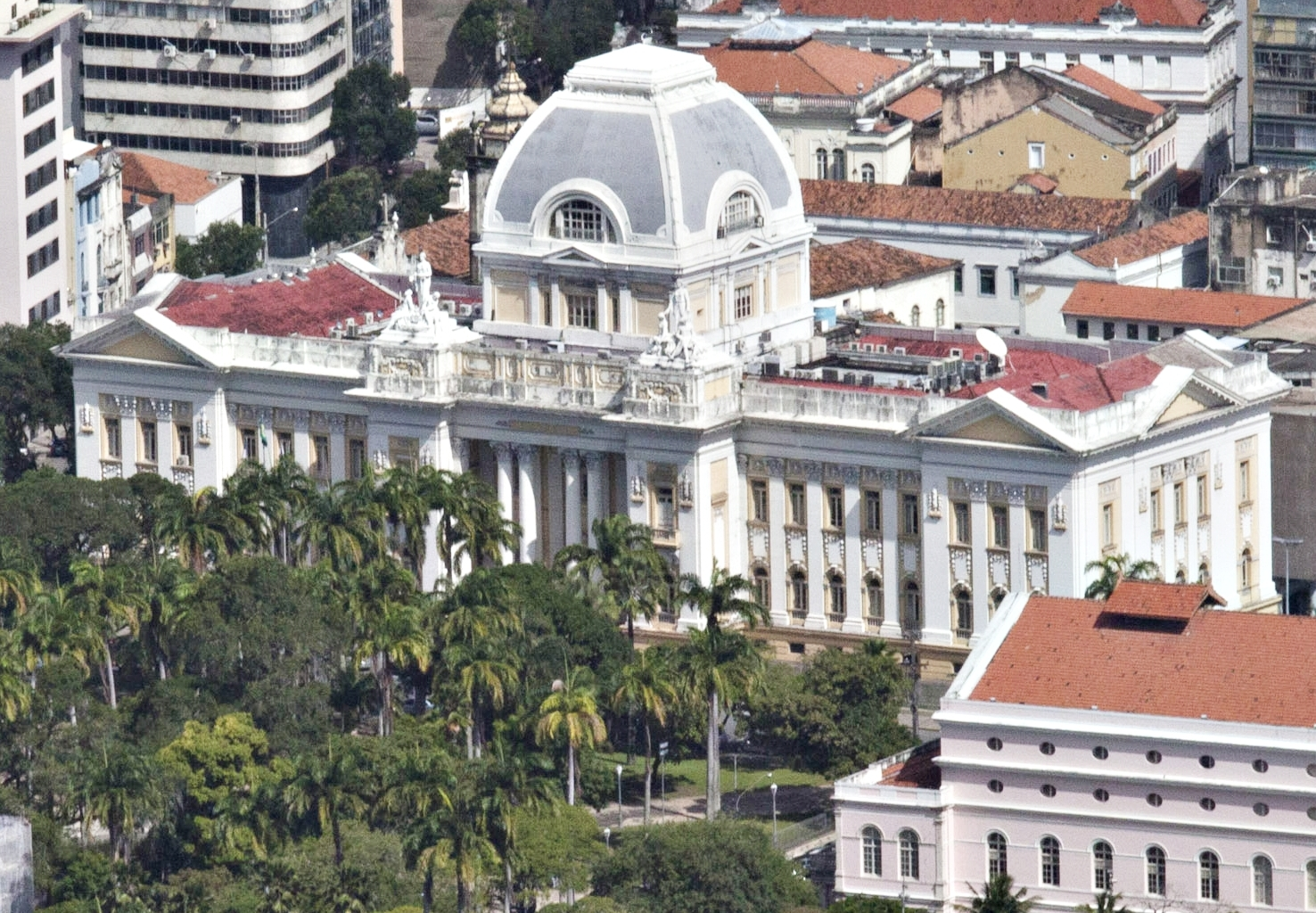
Palácio da Justiça, sede do Poder Judiciário de Pernambuco

O poder judiciário tem a função de julgar, conforme leis criadas pelo legislativo e regras constitucionais brasileiras, sendo composto por desembargadores, juízes e ministros. Atualmente, a maior corte do poder judiciário pernambucano é o Tribunal de Justiça de Pernambuco (TJPE), localizado na Praça da República. Nos dias atuais o Tribunal de Justiça é constituído por um tribunal pleno de 52 desembargadores, sendo que destes 4 ocupam a mesa diretora do tribunal para um mandato de dois anos e 20 (incluindo os 4 da mesa diretora) compõem um Órgão Especial, atualmente o seu presidente é Luiz Carlos de Barros Figueiredo.
O TJPE passou a existir mediante alvará de João VI em 6 de fevereiro de 1821. À época, foi denominado Tribunal da Relação de Pernambuco e instalou-se num espaço dentro do antigo Colégio dos Jesuítas do Recife, em 13 de agosto de 1822. Depois disso, a sede do tribunal acabou sendo transferida várias vezes até a construção da atual, o Palácio da Justiça, em 1930. A ideia de construir o Palácio da Justiça se originou no governo de Sérgio Loreto, sendo este quem lançou a pedra fundamental do edifício em 2 de julho de 1924, em comemoração ao primeiro centenário da Confederação do Equador e o responsável por diversas obras de modernização na cidade do Recife devido a influência gerada pela urbanização de metrópoles europeias, como Paris. Foi projetado pelo arquiteto italiano Giácomo Palumbo, que teve a colaboração de Evaristo de Sá; o projeto construído foi o quarto a ser apresentado. A construção do Palácio da Justiça durou seis anos e acabou sofrendo uma paralisação de quase dois anos entre 1926 e 1928, portanto ele foi inaugurado no governo de Estácio Coimbra em 7 de setembro de 1930.

### Ministério Público
O Ministério Público de Pernambuco (MPPE) é uma subdivisão estadual do Ministério Público Federal e entre as suas funções se destacam a defesa da ordem jurídica, ou seja, o cumprimento da lei, a investigação e controle externo da atividade policial, a defesa dos interesses individuais e coletivos dos cidadãos e a defesa do patrimônio nacional, público e social; a Constituição de 1988 assegura ao Ministério Público a autonomia funcional e administrativa, ou seja, ele não é subordinado a nenhum dos três poderes.
O MPPE é presidido pelo procurador-geral de justiça, sendo que este é indicado pelo governador após a avaliação de uma lista tríplice e fica no cargo em um período mínimo de dois anos, não havendo limites de mandatos para a recondução ao cargo; atualmente quem o exerce é Marcos Carvalho. A estrutura administrativa do ministério público estadual também conta com três subprocuradores-gerais de justiça, um chefe e um coordenador de gabinete, e quatro assessorias técnicas, uma com duas pessoas e outras três com quatro pessoas cada uma.

## Fernando de Noronha

Bandeira de Fernando de Noronha

Fernando de Noronha é um arquipélago brasileiro de Pernambuco. Sua descoberta, em 1503, é atribuída ao navegador Américo Vespúcio, participante da segunda expedição exploratória às costas brasileiras, comandada por Gonçalo Coelho e financiada pelo fidalgo português Fernão de Loronha, cristão novo, arrendatário de extração de Pau-Brasil.
Conforme dispõe o artigo 96 da constituição estadual, é uma região geoeconômica, social e cultural de Pernambuco, instituído sob a forma de distrito estadual. O administrador-geral de Fernando de Noronha é nomeado pelo governador, com a aprovação prévia da Assembleia Legislativa; atualmente o cargo é ocupado por Thallyta Figueirôa, a primeira mulher a assumir a posição. Além do administrador geral, o arquipélago também conta com três diretorias, a Diretoria Administrativa e Financeira, a Diretoria de Infraestrutura e Sustentabilidade e a Diretoria de Projetos Especiais. Após uma reforma administrativa proposta pela governadora Raquel Lyra e aprovada pela Alepe a administração de Fernando de Noronha deixou de ser subordinada diretamente ao governador e passou a ser responsabilidade da Secretaria de Meio Ambiente em janeiro de 2023. Em março do mesmo ano, a administração do arquipelago passou a ser de gestão compartilhada entre a união e o governo estadual.
Como Fernando de Noronha é um distrito especial, os eleitores locais não votam para prefeito ou vereador e não possuem em seu calendário eleitoral eleições municipais, por isso eles votam a cada quatro anos, e não a cada dois como os municípios brasileiros. Porém, os eleitores de Fernando de Noronha possuem o direito de votar nas eleições em nível nacional, estadual e, no âmbito local, os cidadãos tem o direito de eleger sete conselheiros distritais, que são os representantes da comunidade e exercem atividade similar a de um vereador. Os eleitores de Fernando de Noronha são os primeiros a votar e a fechar os locais de votação no Brasil, porque o fuso horário do distrito, com a sua localização mais próxima ao Meridiano de Greenwich, é de uma hora a mais que o horário de Brasília. Fernando de Noronha não é considerado município porque para ser um município no Brasil uma determinada região precisa cumprir certas exigências, tais como ter um número mínimo de eleitores e possuir autonomia econômica.

## Estatísticas de eleitorado
Pernambuco tinha em 2022 um total de 7 018 098 eleitores distribuídos entre 185 municípios. Deste quantitativo, mais de 53% eram mulheres. O crescimento em relação à eleição de 2020 foi de 4,24%. Em Pernambuco, 1 689 pessoas do público LGBT puderam utilizar nome social no seu título. Em 2018, o cancelamento dos títulos de eleitor e a proibição de votar dos eleitores que não possuíam cadastro biométrico, algo próximo de 3,3 milhões de pessoas a nível nacional atingiu 28,4% do eleitorado pernambucano, fazendo com que a quantidade de eleitores pernambucanos aptos a votar em 2018 fosse de, aproximadamente, 4,7 milhões de pessoas.
Recife é o município com o maior número de eleitores, com 1 215 546 destes. Em seguida aparecem Jaboatão dos Guararapes, com 478 789 eleitores, Olinda (297 800) e Caruaru (239 299). O município com menor número de eleitores é Ingazeira, com pouco mais de quatro mil. Em Pernambuco existem também municípios com mais eleitores do que habitantes, a maior diferença no estado, em 2020, vindo da cidade de Cumaru, com 5 143 eleitores a mais, a cidade também possui a maior diferença em números absolutos do Brasil, além de Cumaru os municípios de Brejinho, Calumbi e Sairé tem mais eleitores do que habitantes.

## Acesso à informação

### Transparência
Desde 2007, o governo de Pernambuco possui um portal da transparência oficial que é mantido pela Secretaria da Controladoria-Geral do Estado (SCGE). Segundo o portal, o estado é pioneiro e referência nacional nesse quesito. O portal possui informações sobre despesas e orçamento estadual, a prestação de contas anual, relatórios fiscais e bens do estado.
A Controladoria Geral da União (CGU), desde 2015, avalia estados e municípios em um ranking de transparência conhecido como Escala Brasil Transparente (EBT). Na primeira edição do ranking, o estado ficou em décimo primeiro (8,61), com a mesma nota que o Tocantins. Na segunda, teve o seu pior desempenho nesse ranking, com a vigésima posição (6,67), em uma queda de quase dois pontos em relação a edição anterior. Na edição seguinte teve o seu melhor desempenho, com o primeiro lugar (10), mas nessa edição, doze estados ficaram empatados nessa posição. Na primeira divulgação do resultado da edição de 2018 da EBT, que ocorreu no dia 12 de dezembro de 2018, Pernambuco havia ficado em primeiro lugar na escala (com a nota 9,4) e esse fato foi divulgado pela imprensa pernambucana e pelo governador, em uma postagem numa rede social. Porém, houve solicitações de revisão de nota por alguns estados e municípios analisados pelo ranking naquele ano e parte delas foi aceita pela CGU, que divulgou o resultado final no dia 28 de fevereiro de 2019. Após a revisão, o estado de Pernambuco ficou na quarta posição, a mesma que Santa Catarina, e o estado que atingiu o primeiro lugar foi o Mato Grosso do Sul, tirando a nota 9,64. Pernambuco não foi um dos estados que solicitou revisão da sua nota, portanto ela não foi alterada.
A EBT também é utilizada para avaliar a transparência em municípios. Em relação aos municípios pernambucanos, Recife sempre ficou com a melhor posição pernambucana no ranking geral e ao se avaliar apenas os municípios do estado. Porém, na segunda e terceira edições os municípios de São Vicente Férrer e Serra Talhada também tiraram a nota máxima. Na edição de 2018, Recife havia ficado em segundo lugar entre as capitais do Brasil na primeira divulgação, atrás apenas de Vitória, porém passou a ter a melhor nota após a sua pontuação ter sido elevada de 9,76 para 9,9.
O Tribunal de Contas também faz um ranking próprio de transparência entre os municípios pernambucanos, o ITMPE. A avaliação é feita desde 2015 para as prefeituras e desde 2017 para as câmaras municipais. Ele utiliza as escalas desejável (entre 0,75 e 1), moderado (0,5 e 0,75), insuficiente (0,25 e 0,5), crítico (0,01 e 0,25) e inexistente com nota 0, sendo que os valores das notas eram até 1000 (por exemplo desejável seria de 750 até 1000) antes de 2018. Nas edições de 2015 e 2016, a única prefeitura a atingir a escala desejável foi Recife. Na edição de 2017 Jaboatão dos Guararapes entrou nessa escala e na edição de 2018 mais 101 prefeituras também entraram, fazendo com que a sua porcentagem passasse de 1.09% para 56%. A prefeitura de recife ficou em primeiro lugar em todas as edições exceto a de 2018, nesta quem ficou foi a de Jaboatão dos Guararapes com índice 0,94. Com relação às câmaras municipais, na edição de 2017 nenhuma atingiu a escala desejável, a que ficou em primeiro lugar no ranking foi a de Palmeirina (a de Recife ficou na 48.ª posição). Na edição de 2018, 56 câmaras (30,4% do total), incluindo a de Recife, passaram a ter a escala máxima e a que ficou em primeiro lugar foi a de Lagoa do Ouro, com índice 0,96 (índice de Recife: 0,83).

### Corrupção eleitoral
Com base em dados divulgados pelo Tribunal Superior Eleitoral, o Movimento de Combate à Corrupção Eleitoral divulgou um balanço, em 4 de outubro de 2007, listando os partidos e os estados com o maior número de parlamentares cassados por corrupção desde o ano 2000. Pernambuco aparece em décimo quinto lugar na lista, com 14 parlamentares cassados, empatando nessa posição com Pará e Maranhão.

## Símbolos estaduais

### Bandeira

Bandeira de Pernambuco

A atual bandeira de Pernambuco é inspirada na Revolução Pernambucana, ela é semelhante à que foi usada pelos revolucionários de 1817 sendo que a única diferença entre as duas bandeiras é o fato da atual possuir uma estrela no centro ao invés de três. A bandeira de 1817 foi confeccionada pelo padre João Ribeiro de Melo Montenegro com a colaboração de Antônio Alvares e do alfaiate José do Ó Barbosa e, depois de um tempo esquecida, foi resgatada pelo governador Manuel Borba para a comemoração do centenário da revolução através do decreto n.º 459/1917. A bandeira da Revolução pernambucana foi hasteada pela primeira vez em 2 de abril de 1817.
De acordo com o site do governo estadual, a cor azul do retângulo superior simboliza a grandeza do céu pernambucano; a cor branca representa a paz; o arco-íris em três cores (verde, amarelo, vermelho) representa a união de todos os pernambucanos; a estrela caracteriza o estado no conjunto da federação; o sol é a força e a energia de Pernambuco e a cruz representa a fé na justiça e no entendimento.

### Brasão

Brasão de Pernambuco

O brasão de Pernambuco foi oficializado pelo governador Barbosa Lima através da Lei estadual n.º 75, de 21 de maio de 1895. Um dos símbolos do brasão, o farol da Barra foi construído originalmente em 1822 como parte do antigo Forte da Barra e, em 1931, o farol chegou a ser desativado por ser considerado ultrapassado, mas foi reativado um ano depois e, depois de uma transferência em 1938, foi retransferido para a sua localização original em 1945.
O brasão chegou a ser revitalizado pelo pesquisador Jobson Figueiredo em 1997, à pedido do Desembargador Itamar Pereira da Silva, então corregedor geral de justiça, antes dessa revitalização o brasão era produzido de forma aleatória e sem qualquer metodologia de confecção oficial, a obra de Jobson foi registrada no Instituto Arqueológico, Histórico Geográfico Pernambucano e é utilizada como o formato padrão de se representar o brasão.
Na simbologia do brasão estadual, o leão representa a bravura do povo pernambucano; os ramos de algodão e de cana-de-açúcar simbolizam as riquezas do estado; o sol é a luz cintilante do equador; as estrelas são os municípios pernambucanos. Ainda estão no brasão o mar de Recife e o farol do Forte da Barra, de onde se vê a cidade de Olinda. Na faixa, aparecem as datas históricas mais importantes: 1710 (Guerra dos Mascates), 1817 (Revolução Pernambucana), 1824 (Confederação do Equador) e 1889 (Proclamação da República).

### Hino
O Hino de Pernambuco foi composto em 1908 com a letra de Oscar Brandão da Rocha e a composição de Nicolino Milano. O hino exalta as conquistas históricas do povo pernambucano e as diversas batalhas que marcaram o passado do estado.
Em 2002, durante o primeiro mandato de Jarbas Vasconcelos, o governo atuou em parceria com a prefeitura do Recife e a Secretaria de Turismo para promover uma divulgação maior do hino através de sua regravação nos mais variados ritmos, como frevo, forró e manguebeat. Artistas como Alceu Valença, Dominguinhos, e Cannibal da banda Devotos fizeram parte deste projeto.